# 瓜伊馬卡
瓜伊馬卡是洪都拉斯的城市，位於該國中部，由弗朗西斯科-莫拉桑省負責管轄，始建於1682年，面積809平方公里，海拔高度838米，2001年人口20,791。
14°32′N 86°49′W / 14.533°N 86.817°W